# Jacques Poulain (Fußballspieler)
Jacques Poulain (* 6. August 1932 in Clermont-Ferrand; † 22. November 2017 in Vitré) ist ein ehemaliger französischer Fußballspieler.

## Karriere
Der 178 Zentimeter große Abwehrspieler Poulain wurde zwar in der Auvergne geboren, wuchs aber in der zur Bretagne gehörenden Stadt Saint-Malo auf, wo er bei der US Saint-Malo mit dem Fußballspielen begann. Nach dem Schulabschluss ging er nach Rennes, um dort ein Studium der Zahnmedizin zu beginnen und schaffte 1952 die Aufnahme in den Kader des Erstligisten Stade Rennes UC. Für diesen kam er am 2. November 1952 im Alter von 20 Jahren bei einem 2:2-Unentschieden gegen den SO Montpellier zu seinem Debüt in der höchsten französischen Spielklasse. Anschließend wurde er regelmäßig aufgeboten und musste 1953 den Abstieg seiner Mannschaft in die Zweitklassigkeit hinnehmen. In der zweiten Liga avancierte er zu einem Leistungsträger der Mannschaft und schaffte mit seinem Teamkollegen 1956 die Rückkehr in die Eliteklasse.
1957 erlebte Poulain mit Rennes den direkten Wiederabstieg, blieb dem Verein aber dennoch treu und wurde 1958 mit dem erneuten Wiederaufstieg belohnt. Während der Saison 1959/60 büßte er seinen Stammplatz ein und in der nachfolgenden Spielzeit stand er lediglich noch bei einer Ligabegegnung auf dem Platz. Das lag daran, dass er der aus Henri Gouès und Yves Boutet bestehenden Konkurrenz nicht mehr gewachsen war. Angesichts dessen entschied er sich 1961, seine Profilaufbahn mit 28 Jahren nach 90 Erstligapartien mit vier Toren und 135 Zweitligapartien mit einem Tor zu beenden. Danach ließ er seine Karriere beim Amateurverein Stade Saint-Brieuc ausklingen. Nach dem Ende seiner Zeit als Fußballer war er in Vitré als Zahnarzt tätig, als welcher er bereits während der letzten Phase seiner Profizeit gearbeitet hatte.